# Jang Shin-young
Jang Shin-young (장신영?, Jang Sin-yeongLR, Chang SinyŏngMR; Jeonju, 17 gennaio 1984) è un'attrice sudcoreana.
Ha esordito nell'industria dell'intrattenimento nel 2001 tramite un concorso di bellezza, ed è nota per aver interpretato il ruolo di una femme fatale nella serie televisiva Yeoje. Ha inoltre recitato da protagonista nella prima soap opera mattutina prodotta dalla JTBC, Gasikkot. Nel 2012 si è aggiudicata un Premio speciale per la miglior recitazione nella categoria Miniserie agli SBS Drama Award.

## Filmografia

### Cinema
- Mutjima family (묻지마 패밀리?), regia di Park Sang-won, Bae Jong e Lee Hyun-jong (2002)
- Kkotpineun bom-i omyeon (꽃피는 봄이 오면?), regia di Ryu Jang-ha (2004)
- Red Eye (레드아이?), regia di Kim Dong-bin (2005)
- Mubeopja (무법자?), regia di Kim Chul-han (2010)

### Televisione
- Uri jip (우리집?) – serie TV (2001)
- Isaekgeukjang du namja i-yagi (이색극장 두 남자 이야기?) – serie TV (2002)
- Hae tteuneun jip (해 뜨는 집?) – serial TV (2002)
- Chukdorok saranghae (죽도록 사랑해?) – serie TV (2003)
- Gwi-yeo-un yeon-in (귀여운 여인?) – serial TV (2003)
- Samag-ui saem (사막의 샘?) – miniserie TV (2003)
- Hwansaeng: Next (환생: 넥스트?) – serie TV (2005)
- Gyeo-ulsae (겨울새?) – serie TV (2007)
- Jib-euro ganeun gil (집으로 가는 길?) – serial TV (2009)
- Naneun jeonseor-ida (나는 전설이다?) – serie TV (2010)
- Wanbyeokhan spy (완벽한 스파이?) – miniserie TV (2011)
- Gwanggaeto tae-wang (광개토태왕?) – serie TV (2011)
- Yeoje (여제?) – serie TV (2011)
- Tae-yang-ui sinbu (태양의 신부?) – serie TV (2011-2012)
- Chujeokja The Chaser (추적자 THE CHASER?) – serie TV (2012)
- Gasikkot (가시꽃?) – serial TV (2013)
- Hwanggeum-ui jeguk (황금의 제국?) – serie TV (2013)
- Nae saeng-ae bomnal (내 생애 봄날?) – serie TV (2014)
- Nae ma-eum banjjakbanjjak (내 마음 반짝반짝?) – serie TV (2015)
- Jachebalgwang office (자체발광 오피스?) – serie TV (2017)
- Nappeun nyeoseokdeul: Yag-ui dosi (나쁜 녀석들 : 악의 도시?) – serie TV (2017-2018)
- Suits (슈츠?) – serie TV (2018) – cameo
- Babel (바벨?) – serie TV (2019)
- Cleaning Up (클리닝 업?) – serie TV (2022)
- Tae-yang-eul samkin yeoja (태양을 삼킨 여자?) – serial TV (2025)